# Боржигин
Боржигин (на монголски: Боржигин, ᠪᠣᠷᠵᠢᠭᠢᠨ) е владетелски род от Централна Азия, който дава начало на Чингис хан и неговите наследници. Кланът е част от по-широкото монголско племенно общество и играе централна роля в изграждането и управлението на Монголската империя (XIII – XIV век), както и на нейните наследници – Златна Орда, Юен, Чагатайско ханство и Илханидите. Родът остава водещ в монголския елит от началото на първото хилядолетие до началото на ХХ век.

## Произход
Според монголската митология кланът произхожда от Бодончар Мункхаг, син на мистичната Алан Гуа. В „Тайната история на монголите“ се описва свръхестественото зачатие на Бодончар, което придава божествен характер на рода. По-късни предводители като Кабул хан и Есугей (бащата на Чингис хан) затвърждават властта на рода сред монголските племена.

### Етимология
Според някои източници името borčïqïn (от тюркски) описва човек със „жълтеникаво-сиви“ или „тъмносини очи“. Някои изследователи предполагат, че името отразява степната символика на цвета и царствения произход.

## Ранна история

### Племенна консолидация
През XI – XII век предшествениците на Чингис хан, като Тумбинай хан и Къбул хан, започват да консолидират племената на Монголската степ. Те установяват клановата йерархия и полагат основите на бъдещата държавност. Есугей, бащата на Темуджин (Чингис хан), е влиятелен вожд, който подготвя терена за възхода на сина си.

### Възход на Чингис хан
През 1206 г., Темуджин е обявен за Чингис хан, Велик хан на обединените монголски племена. Така Боржигините се превръщат в управляващата династия на Монголската империя – най-голямата континентална империя в историята. Чингис хан разпределя земите между синовете си:
- Джучи – предшественик на Златната Орда
- Чагатай – предшественик на Чагатайското ханство
- Угедей – наследник на титлата Велик хан

- Толуй – предшественик на Илханидите и династията Юен

## Златна епоха на Монголската империя

### Управление на Империята
След смъртта на Чингис хан през 1227 г. Угедей става Велик хан. Внукът на Чингис, Кубилай хан, поема властта през 1260 г. и става император на династия Юен в Китай (официално призната през 1271 г.). Така Боржигините се превръщат в императори на Китай, като съчетават номадска и китайска държавност.

### Международно влияние
В разцвета си династията управлява територии от Корея до Унгария, от Сибир до Индия. Управляващите Боржигини в различните ханства поддържат формална васална структура спрямо Великия хан в Каракорум, а по-късно в Даду (Пекин).

## Упадък и династична трансформация
След разпадането на империята през XIV век различните клони на Боржигините продължават да управляват регионално:
- Златна Орда в Източна Европа и Русия до XV в.
- Чагатайско ханство в Централна Азия (до 1687 г.)
- Илханидите в Иран (до 1335 г.)
- Юен династията в Китай (до 1368 г.)

След падането на Юен от китайците Боржигините се оттеглят в Монголия и основават т.нар. Северна Юен династия, която управлява до 1635 г.

### Късен период и символична роля
След окончателното присъединяване на Монголия към манчжурската династия Цин Боржигините запазват статус на благородници и духовни водачи. През XV – XVI век потомъкът Даян хан обединява монголските племена под Боржигински флаг. През XVII век последният хан от Северна Юен – Ердений хан – предава Инсидара (държавният печат или знакът на върховната власт, използван от Великите ханове на Монголската империя и династията Юен) на Цинската династия.

## Влияние в България
През края на XIII век кланът Боржигин оказва влияние и в България чрез управлението на цар Чака, син на Ногай хан от Златната Орда. В условията на политическа нестабилност през 1299 г. Чака пристига в България и се възкачва на престола с подкрепата на част от местната аристокрация и чрез брак със знатна българска принцеса. Въпреки краткото си управление, което приключва през 1300 г. с убийството му, управлението на Чака е значим пример за разширяването на влиянието на Боржигините отвъд Монголия и Централна Азия.

## Вижте още
- Чингис хан
- Монголска империя
- Династия Юен
- Златна Орда
- Илханат